# 9472 Bruges
9472 Bruges (1998 OD14) là một tiểu hành tinh vành đai chính được phát hiện ngày 26 tháng 7 năm 1998 bởi Eric Walter Elst ở La Silla.